# Oreste Piccioni
Oreste Piccioni (Siena, 24 oktober 1915 – Rancho Santa Fe (Californië), 13 april 2002) was een Italiaans natuurkundige die belangrijke bijdragen leverde aan de elementaire deeltjesfysica.

## Biografie
Piccioni bezocht in 1934 de Scuola Normale Superiore di Pisa maar stapte nog datzelfde jaar over naar Rome, naar de Universiteit La Sapienza. Hij studeerde onder Enrico Fermi en was in 1938 een van de laatste Italiaanse natuurkundigen, die bij Fermi promoveerden op een onderwerp over kosmische stralen.
Tijdens de Tweede Wereldoorlog bleef hij in Italië, waar hij onder moeilijke omstandigheden (in de kelder van een middelbare school) met weinig middelen fundamenteel onderzoek verrichtte. Tijdens dit onderzoek wist hij, samen met Marcello Conversi en Ettore Pancini, te achterhalen dat mesotronen, zoals mesonen in kosmische stralen werden genoemd, niet de drager waren van de sterke kernkracht. Later werden deze deeltjes geïdentificeerd als muonen, die behalve de massa alle eigenschappen van het elektron bezat.
In 1946 emigreerde hij als postdoc naar de Verenigde Staten, waar hij eerst werkzaam was aan het MIT met Bruno Rossi, voordat hij terechtkwam bij het Brookhaven National Laboratory (BNL) in Upton, Long Island, New York. Hier werkte hij aan de bouw van het Cosmotron, het proton-synchrotron van BNL, waarbij hij betere en essentiële technieken ontwikkelde voor de extractie, het transport en het sterk focussen van bundels hoogenergetische deeltjes middels magnetische quadrupoollenzen.
Vanuit zijn achtergrond als onderzoeker van kosmische stralen bleef hij belangstelling voor het antiprotonprobleem behouden. Het maximale vermogen van het in 1953 gereed gekomen Cosmotron was echter te klein om eventueel mogelijke antiprotonen te creëren. Daarom bezocht Piccioni eind 1954 het concurrerende Lawrence Radiation Laboratory van de Universiteit van Californië - Berkeley (UCB), waar eerder het Bevatron in werking was gekomen, een proton-synchrotron dat wel het benodigde vermogen kon leveren. In het Rad Lab besprak hij met Emilio Segrè (een voormalig lid van Fermi’s groep in Rome), Owen Chamberlain en Clyde Wiegand het plan om quadrupoollenzen te gebruiken om een bundel antiprotonen te geleiden zodat ze gedetecteerd konden worden.
Het jaar erop ontdekten Segrè en Chamberlain met het Bevatron inderdaad het antiproton, maar omdat Piccioni niet direct betrokken was bij het uiteindelijke experiment werd hij niet als medeontdekker genoemd. In 1959 ontvingen Segrè en Chamberlain de Nobelprijs voor deze ontdekking. Later (1972) spande Piccioni nog een rechtszaak aan tegen Segrè en Chamberlain, waarin hij $125.000 schadevergoeding en publieke erkenning van zijn bijdrage eiste, maar die werd ongegrond verklaard omdat de zaak inmiddels verjaard was.
Enige genoegdoening kreeg Piccioni doordat hij in 1956 samen met Bruce Cork, Glen Lambertson en William Wenzel het antineutron ontdekte.
In 1960 trad hij toe tot de Universiteit van Californië - San Diego (UCSD), waar zijn onderzoeksgroep de eerste metingen verrichtte aan het massaverschil K1-K2 van het neutrale kaon. Piccioni ging in 1986 met emeritaat, doch bleef actief als gastlezer en deed onderzoek naar fundamentele problemen in de kwantummechanica. In 1999 werd hij onderscheiden met de Matteucci-medaille van Accademia Nazionale delle Scienze (Academie der Wetenschappen) van Italië.